# Bunica Bate Doba
«Bunica Bate Doba» (Бабушка играет на барабане) — песня молдавской фолк-панк группы Zdob și Zdub, изданная как сингл в 2005 году. Песня дебютировала на конкурсе Евровидение-2005 и заняла 6-е место в финале, набрав 148 баллов. К песне был снят видеоклип. Песня была исполнена на суржике румынского и английского языков.

## Видеоклип
Видео было отснято и выпущено в Молдавии в начале 2005 года. На видео показано группу Zdob și Zdub, которая играет на фоне флагов различных государств. Также показаны бабушки из разных стран, которые играют на барабанах в разных местах мира. В конце видео появляется надпись «Au revoir».